# Mathieu Rombout
Matthieu Rombout  (né à Dunkerque en 1585 et mort au combat le 4 juin 1641) est un corsaire dunkerquois et vice-amiral de Flandre pour le compte de Philippe IV d'Espagne.

## Sources
- Les corsaires du littoral: Dunkerque, Calais, Boulogne, de Philippe II à Louis XIV (1568 - 1713) ... Par Patrick Villiers
- Histoire des villes de France, Volume 3 - 1845
- Relation d'un voyage dans la mer du Nord aux côtes d'Islande, du Groenland ... Par De Kerguelen-Trémarec
- Eloge historique de Jean-Bart... suivi de notes... sur Dunkerque... Par Louis-Eugène Poirier

## Hommage
Une rue de Malo-les-Bains porte son nom depuis le 5 août 1898.